# Solymar
Ne doit pas être confondu avec Solymár.
Solymar est une ville et une station balnéaire de l'Uruguay située dans le département de Canelones. Elle forme part de la Ciudad de la Costa et fait partie de l'Aire métropolitaine de Montevideo.

## Localisation
Elle est distante de 24 kilomètres de Montevideo.

## Population
Sa population est de 18 573 habitants environ (2011).
| Année | Population |
| ----- | ---------- |
| 1963  | 542        |
| 1975  | 3 527      |
| 1985  | 6 607      |
| 1996  | 13 942     |
| 2004  | 15 908     |
| 2011  | 18 573     |

Référence,.

## Carte

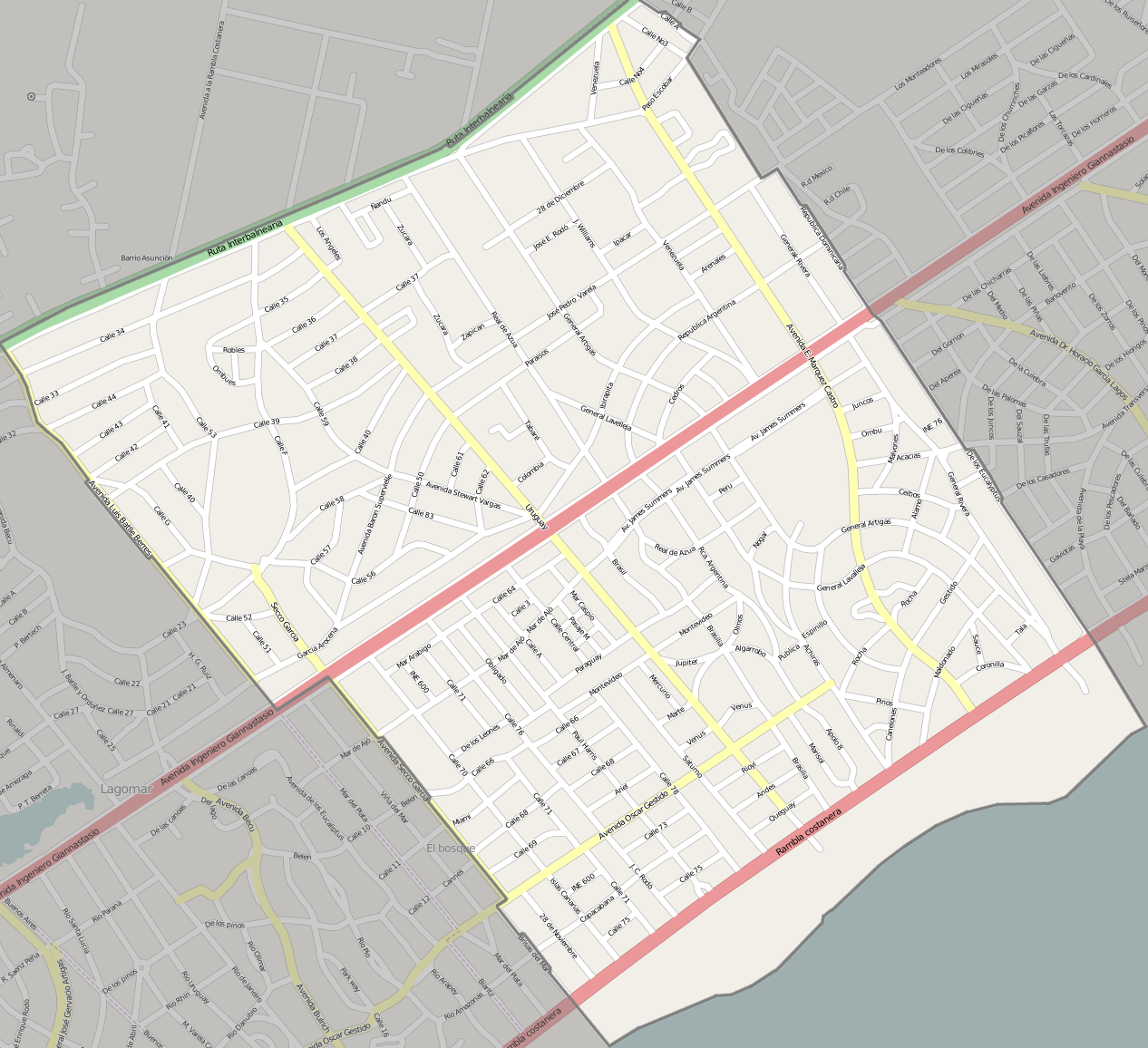
Carte de Solymar